# Nematode
Nematodele sau viermii cilindrici reprezintă o încrengătură de viermi pseudocelomați. Încrengătura include una dintre cele mai diverse grupe de animale. Este foarte dificil să distingem speciile de nematode. Până în prezent au fost descrise peste 28 de mii de specii, din care peste 16.000 sunt paraziți. Spre deosebire de celenterate și viermii plați, tubul digestiv al nematodelor posedă două orificii – gura și anus (la celelate există un singur orificiu – bucoanal).
Nematodele au corpul simetric, alungit, constituind unul dintre cele mai cuprinzătoare tipuri ale regnului animal. Cele mai multe specii de nematode trăiesc liber în natură, dar unele au evoluat, devenind paraziți ai plantelor și animalelor, inclusiv ai omului. Nematodele parazitare de importanță medicală pot fi clasificate, în linii mari, în nematode intestinale și nematode tisulare, dar acest sistem de clasificare nu este foarte precis.

## Caracterele distinctive ale nematodelor
1. Sunt organisme marine, dulcicole, sau terestre, unele specii duc un mod de viață liber, altele sunt parazite ale plantelor și animalelor, inclusiv ale omului.
2. Sunt organisme triploblastice (corpul este format din trei foițe embrionare: ectoderm, mezoderm și endoderm), bilaterale, vermiforme,  blastocelomate. Corpul lor este bilateral simetric, nesegmentat, alungit (filiform) și cilindric în secțiune transversală, extremitățile sunt efilate leger.
3. Aproape toate nematodele au o culoare albicioasă.
4. Peretele corpului (tegumentul) este format din cuticulă stratificată groasă, epiderm și mușchii longitudinali. Mușchii circulari sunt complet absenți.
5. Cuticula este foarte dură și conține tije scheletice și fibre. Dezvoltarea larvelor este însoțite de obicei de schimbarea cuticulei (năpârlire). Viermele năpârlește de patru ori în viața lui.
6. Epidermul sau hipodermul poate fi sincițial sau celular. Acesta are de obicei patru cordoane longitudinale (cordonul epidermal dorsal, cordonul epidermal ventral și două cordoane epidermale laterale). Nucleele epidermului se află în aceste cordoane.
7. Stratul muscular este format numai din mușchi longitudinali (mușchii circulari sunt absenți). Stratul muscular este divizat de cordoanele epidermale în patru câmpuri musculare (2 câmpuri dorso-laterale și 2 câmpuri ventro-laterale). Prelungirile musculare ale tuturor celulelor musculare ale celor două câmpuri musculare dorso-laterale se unesc cu nervul dorsal. În mod similar, toate prelungirile musculare ale celor două câmpuri musculare ventro-laterale se unesc cu nervul ventral.
8. Spațiul între tegument și tubul digestiv este numit pseudocel sau pseudocelom (este absent celomul adevărat). Pseudocelul este umplut cu lichid, fibre și celule gigant.
9. Sistemul circulator și respirator este absent. Cilii în toate etapele de dezvoltare sunt absenți.
10. Tubului digestiv este lung și drept, el conține gura, faringele musculos, intestinul și anusul. Intestinul nu are strat muscular.
11. Sistemul excretor este unic. Celulele cu flamură vibratilă sunt absente. Sistemul excretor este format din una sau două celule renete gigante sau dintr-un sistem de tuburi de colectare în formă de H.
12. Sistemul nervos este format dintr-un inel nervos perifaringian, și trunchiuri nervoase longitudinale care se află în cele patru cordoanele epidermale.
13. Organele de simț sunt slab dezvoltate. Acestea sunt reprezentate de papile mici și o pereche de amfide pe fiecare parte a capului. Unele specii au o pereche de organe de simț caudale numit fasmide.
14. Are loc numai reproducerea sexuală. Sunt dioici - cele două sexe (feminin și masculin) sunt separate. Există un dimorfism sexual marcat, la masculi extremitate posterioară este de obicei în formă de cârlig. La unele specii femela secretă un feromon pentru a atrage masculul.
15. Fecundarea este internă. Clivajul (diviziunea zigotului în blastomere) este puternic determinat. Ciclului de viață implică stadii larvare.